# Виборзька різанина
Розстріл у Вііпурі — це вбивство приблизно від 360 до 420 росіян у місті Вііпурі під час Громадянської війни у Фінляндії у квітні-травні 1918 року. Масове вбивство відбулося під час і після битви за Вііпурі, коли білогвардійці захопили місто у червоногвардійців. Щонайменше половину жертв становили російські солдати та військовослужбовці. Вбиті були переважно чоловіками та молодими хлопцями: дев'ять з десяти були чоловіками, придатними до військової служби. Білогвардійці «зачищали» місто від червоногвардійців, однак лише незначна меншість вбитих росіян була пов'язана з фінським робітничим рухом.

## Передісторія

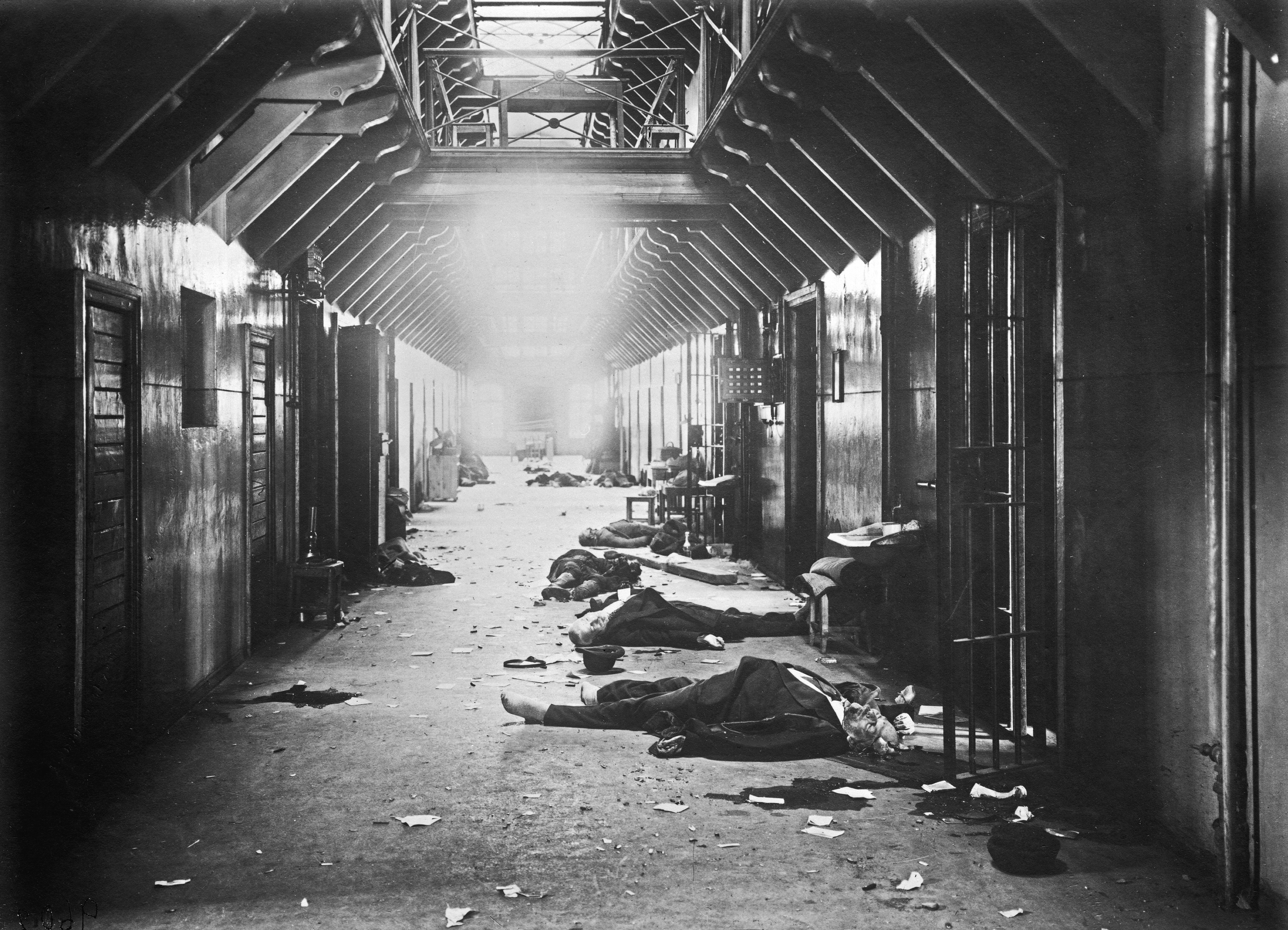
Червоний терор у квітні 1918 року: різанина у в'язниці повіту Вііпурі, де було вбито 30 білих в'язнів

Вііпурі було другим за величиною містом Фінляндії з населенням 49 000 мешканців і одним з найрізноманітніших. У 1910 році у Вііпурі мешкали меншини шведів (5 000) і росіян (3 200-4 000), а також менші етнічні групи німців, євреїв та ісламських татар.
Історик Теему Кескісар'я вважає, що іскрою, яка спричинила вбивства, стала новина про те, що банда п'яних червоногвардійців на чолі з Хялмаром Кайпіайненом (сам Кайпіайнен був схоплений і страчений 23 травня 1918 року) проникла до повітової в'язниці Виборга під час битви за Вііпурі і вбила 30 білогвардійських в'язнів. Однак деякі фінські історики вважають, що метою білогвардійців не було знищення всього російського населення міста, оскільки їхньою мішенню були лише чоловіки призовного віку та підозрілі елементи. Інші етнічні групи були вбиті лише тому, що їх просто вважали росіянами.

## Вбивства
Масове вбивство почалося 28 квітня під час битви під Вііпурі, загострившись наступного, останнього дня битви. Вестерлунд звертає увагу на описи єгерів Нурміо і Гранделла про складність ідентифікації червоних, оскільки вони ховалися серед населення. Вуличні бої та снайперські перестрілки забарвили останній день битви. Найбільші масові розстріли були здійснені в укріпленні Анненкроне на західній стороні міста і у дворі замку Виборг, але в основному вбивства відбувалися випадково на вулицях і у дворах. Деяким вдалося вижити, оскільки їх переховували фінські або шведські мешканці.
Розстріли були здійснені полками Вааса і Каяані, які входили до складу Східної армії білогвардійців на чолі з генерал-майором Ернстом Лефстремом. Полк «Вааса» очолював шведський військовий авантюрист Мартін Екстрьом, який згодом став лідером шведської нацистської організації «Націонал-соціалістичний блок». Обидва полки були заповнені людьми з інших частин Фінляндії, які не були вихідцями з району Вііпурі. Місцеві білогвардійці не брали безпосередньої участі у вбивствах.
Після того, як Маннергейм дізнався про масові вбивства 2 травня, він наказав провести розслідування і покарати винних. Наступного дня, 3 травня, Рудольф Вальден надіслав з Міккелі наступну телеграму Г. А. Фінне, новому коменданту міста: «Вжити найрішучіших заходів, щоб запобігти насильству над невинними поляками, українцями і росіянами. Розслідуйте кожен випадок». Навіть після цього група єгерів, що прибула з Німеччини, мала намір вбити все єврейське населення Вііпурі, але цей план був зупинений начальником місцевої поліції К. Н. Рантакарі.
Накази про проведення розстрілів віддавали переважно офіцери єгерського руху. Наприклад, єгерський майор Гаральд Охквіст визнав, що його рота розстріляла близько 150 «червоних росіян», але не згадав, хто віддав наказ. Після війни генерала Карла Фредріка Вілкаму вважали відповідальним за масове вбивство, але ні його, ні будь-кого іншого так і не було засуджено або навіть звинувачено в судовому порядку. Сам Вілкама описав різанину як «маленький нещасний випадок».
10 травня Левстрем надіслав телеграму до штабу з проханням дозволити розподілити допомогу, особливо грошову, серед росіян, які постраждали і були позбавлені особистого майна. Пізніше було надано більше допомоги. Вестерлунд каже, що неможливо підрахувати повну суму за збереженими записами, але стверджує, що остаточна сума була значною.

## Вбивство цивільних

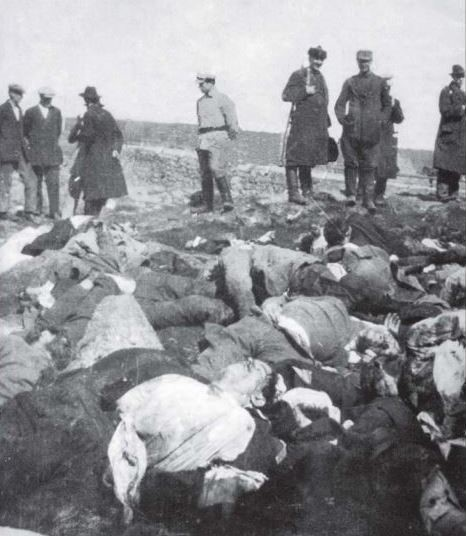
Жертви масового вбивства у фортеці Анненкрон

Протягом багатьох років існували різні оцінки загальної кількості вбитих. Сойкканен приблизно оцінював кількість у 200 осіб, Тансканен — у 100, Аптон — у 50+, Віхавайнен у 500—600, Рустаніус і Юні Еерола — у 200, і, нарешті, Яру і Юні Еерола — у 350—550 осіб, повідомляє російська преса. Вестерлунд оцінює кількість у 360—420. Теему Кескісар'я оцінює їх приблизно в 400.
37 вбитих були представниками інших етнічних груп, що проживали у Вііпурі, в тому числі 23 польські солдати Імперської російської армії, кілька українців, естонців, євреїв і татар, два італійці і один прибалтійський німець. Щонайменше половина вбитих росіян були пов'язані з армією. Прикметно, що вони не воювали з червоними, а були здебільшого беззбройними. Лише деякі з жертв мали якісь зв'язки з червоногвардійцями, більшість з них навіть підтримували білих і вітали їх як визволителів. [Жертви належали до всіх соціальних класів. Більшість вбитих російських цивільних осіб були робітниками, а також адміністраторами, які працювали на місто Вііпурі, купцями, бізнесменами або ремісниками, також було страчено кілька дворян. Наймолодшими жертвами були лише 12-13-річні школярі. Двоє вбитих підлітків були 13- і 15-річними синами підполковника Георгія Булацеля, одного з найвищих російських офіцерів, що воювали на боці червоних. Він був страчений після битви під Тампере 28 квітня. Серед вбитих росіян було щонайменше три жінки. Не всі спіймані росіяни були вбиті, оскільки в протоколах комітету є численні згадки про росіян, яких помилували.

## Цитати
Примітки
1. ↑  Sana, Elina (1 жовтня 2012). Kuoleman laiva s/s Hohenhörn: Juutalaispakolaisten kohtalo Suomessa (фін.). Suomen E-painos Oy. ISBN 978-952-6613-12-3.

Бібліографія
- Westerlund, Lars (2004). Me odotimme teitä vapauttajina ja te toitte kuolemaa – Viipurin valloituksen yhteydessä teloitetut venäläiset. Venäläissurmat Suomessa 1914–22: Osa 2.2. Sotatapahtumat 1918–22. Prime Minister's Office of Finland. ISBN 952-5354-45-8.